# Кирпичёв, Владислав Иванович
Владислав Иванович Кирпичёв — российский архитектор, педагог, лауреат Государственной премии Российской Федерации, профессор архитектуры.

## Биография
Родился в 4 сентября 1948 года в семье отставного военного летчика, преподавателя математики, военного дела и физкультуры в сельской школе небольшого поселка Каштак Челябинской области. Окончив школу, пробовал поступить на аэрокосмический факультет (факультет космической техники «Двигатели, приборы и, автоматы)» Южно-Уральского государственного университета, но не добрав балла, ушёл на другую специальность. Позже он решил поступать в архитектурный институт в Москве.
В 1969 год стал студентом МАрхИ. Учился у И. Г. Лежавы, под его руководством в 1972 году участвует в международном студенческом конкурсе МСА на тему «Пространство для общения людей в городе», где получает первый приз. Для получения премии был командирован в Париж совместно с Г. М. Орловым, избранным в том же году президентом МСА.
В 1975 году окончил МАрхИ и по распределению попал в Моспроект-1, где проработал до 1977 года, сначала в мастерской А. Д. Меерсона в бригаде Е. В. Подольской, затем, с начала 1976 года в мастерской М. Н. Былинкина. С собственных слов, Кирпичёв вступил в конфликт с руководителем института А. Г. Рочеговым из-за отказа переделывать проект жилого дома для Смольной улицы, в силу чего имел неформальный запрет на проектирование.
В 1977 году организовал Экспериментальную детскую архитектурную студию (ЭДАС), которая изначально существовала как кружок при ЖЭК, а затем оформлена в качестве одного из филиалов Дворца пионеров Фрунзенского района. Работы учеников студии демонстрировались на выставках в Союзе архитекторов, Фрунзенском райкоме комсомола, московских предприятиях и дворцах культуры.
В 1982—1983 гг. преподает в МАрхИ.
В начале 1990 года студия ЭДАС получает статус школы. На момент приостановки деятельности в 1994 или 1997 году в ней одновременно занимались 120 детей. В 2003 году школа возобновила свою деятельность на частной основе. С 2004 также функционирует как школа профессионального послевузовского образования.
В 1993 году переезжает в Германию, где работает в качестве приглашенного профессора на архитектурном факультете Франкфуртского университета прикладных наук.  В том же году Кирпичеву была присвоена Государственная премия Российской Федерации за «произведения Школы-студии ЭДАС как реализацию уникального авторского направления в дизайне». До 2004 года преподает в университетах Германии, Дании, Англии и Австрии. С 2000 года по приглашению Питера Кука ведет дипломные и последипломные группы в Школе архитектуры Бартлетт Университетского колледжа Лондона. Параллельно работает в архитектурной школе Университета Гринвича .
В 2007 году назначен главным дизайнером Петербургского международного экономического форума (XI ПМЭФ), в рамках которого выступил также организатором и куратором международной выставки современной архитектуры .
В 2020 году совместно с Людмилой Кирпичевой принял участие в художественном проекте ГМИИ им.Пушкина "Сто способов прожить минуту".

## Награды и звания
- Первая премия ЮНЕСКО на конкурсе Международного союза архитекторов (1972)[15][16]
- Поощрительная премия конкурса «Дом для куклы»[17] журнала Architectural Digest, Лондон (1983)[18]
- Государственная премия РФ (1993)

## Деятельность школы-студии ЭДАС
Занятия в школе проходят по авторской методике, предполагающей погружение детей в атмосферу современных пластических проблем, в которой происходит формирование композиционного мышления, воспитание чувства формы, пространства, ритма, фактуры, цвета.
В 1987—1990 гг. работы школы демонстрируются на выставках в музеях ФРГ, Голландии, Франции, Великобритании и США. Весной 1989 года в Немецком архитектурном музее в рамках выставки «Бумажная архитектура. Новые проекты из Советского союза». В августе 1990 года деятельность школы была представлена на международной архитектурной-художественной выставке «Авангард-90». В сентябре-октябре того же года прошла посвященная ЭДАС выставка в Documenta Archiv в Касселе в рамках фестиваля «Встречи с Советским Союзом». Также в октябре школа принимает участие в фестивале «Passage Oost-Europa» в голландском Арнеме. В декабре — в мадридском фестивале «Juvenalia 90».
В 1993—2006 гг. проходят выставки в ЦДХ в Москве (1993), Нидерландском архитектурном институте (1995), Берлинской академии искусств и галерее Aedes Architekturforum, гамбургском Институте культурной политики (icP). .
В 2001 году в совместно с Serpentine Gallery в Гайд Парке в Лондоне была проведена акция «100 детей — 100 метров». В 2008 году на фестивале The Darmstadt Summer of Architecture школой-студией была создана инсталляция ЭДАС «10000 lights».

## Критика
А. Г. Раппапорт, российский теоретик архитектуры, архитектурный критик, искусствовед:
Детские архитектурные школы в 70-90-х годах стали в нашей архитектуре бледным оправданием отсутствия теоретической мысли и своего рода сентиментальным оправданием интуиции и фантазии, изгнанным из институциональной практики.

В некоторых случаях (школа ЭДАС В. Кирпичева) это соединение инфантилизма и схематизма все еще остается не расшифрованным. Однако практический результат кирпичевской школы оказался незначительным. Вышедшие из его школы гении на практике превращаются в «нормальных» то есть заурядных компоновщиков кубиков и квадратиков.

## Выставки
1989 - "Paper architecture: new projects from the Soviet Union" / DAM (Deutsches Architekturmuseum) Frankfurt-am-Main.
1990 - "Авангард-90" / Международная архитектурно-художественная выставка / Центральный выставочный зал Манеж, Москва.
1990 -  "Kinderstudio für experimentelle Architektur. Moskau / UdSSR" / Documenta Archive, Kassel
2019 - "EDAS. Краткое содержание" / в рамках проекта "Здесь и сейчас. Атлас творческих студий." / Центральный выставочный зал Манеж, Москва
2020-2021 - "Наследники ВХУТЕМАСа" / в рамках выставки "ВХУТЕМАС 100. Школа авангарда" / Музей Москвы